# 南白象街道
南白象街道是中华人民共和国浙江省温州市瓯海区下辖的一个街道办事处。

## 行政区划
南白象街道下辖以下村级行政区划单位：
白象社区、鹅湖社区、金竹社区、霞坊社区、上蔡社区、横港头社区、永庆社区、鹅湖村、白象村、金竹村、霞坊村、上蔡村、横港头村和南湖村。